# 波利察內市鎮

波利察內市鎮於斯洛維尼亞的位置

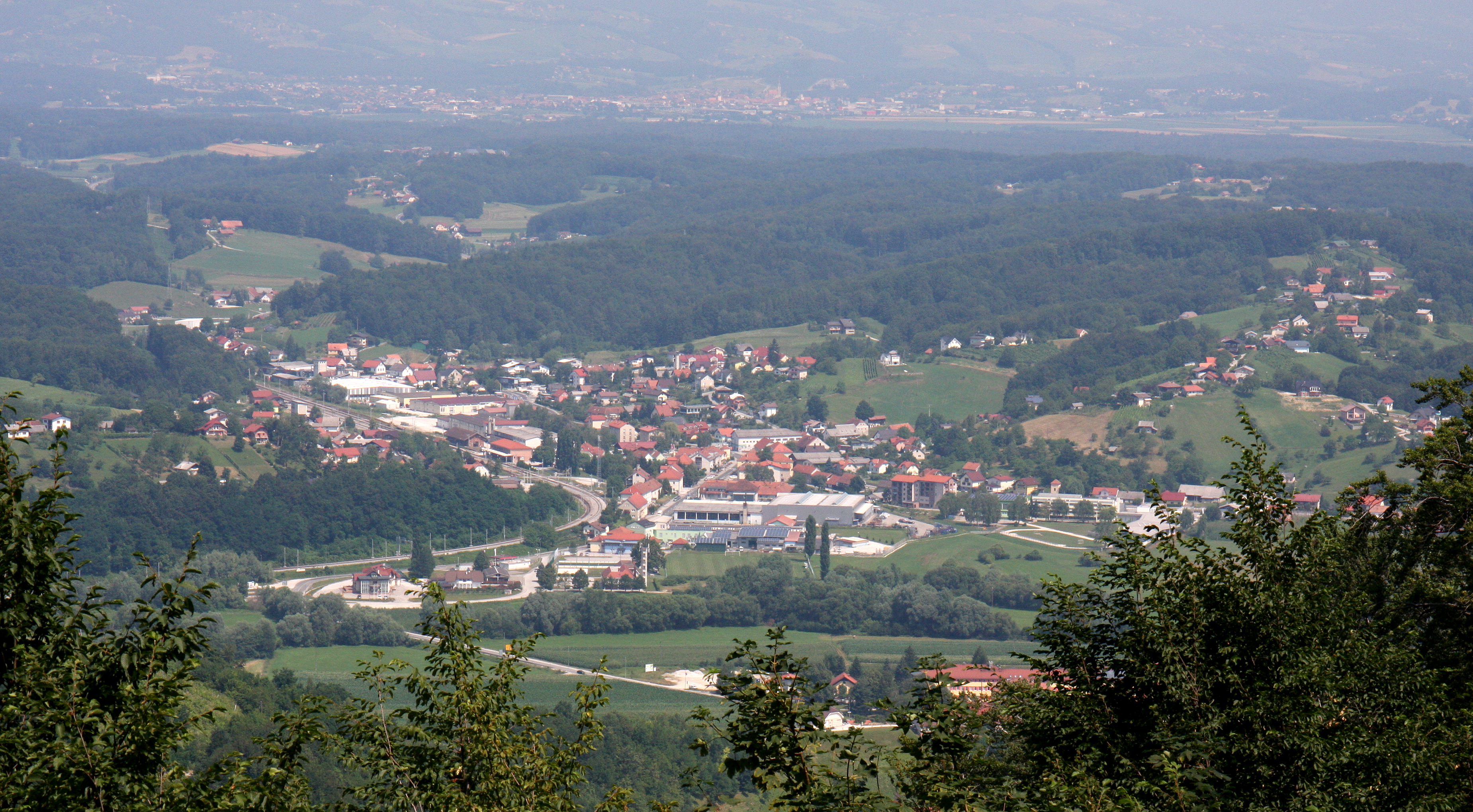
波利察內

波利察內市鎮是斯洛文尼亞東北部的一個市镇，行政中心为波利察內。市镇面積为37.5平方公里，2018年人口数量为4,489人，人口密度为120人/平方公里。波利察內在2006年成为一个市镇。

## 外部連結
- 官方网站  （斯洛文尼亚文）
- Poljčane on Geopedia （页面存档备份，存于）